# Arqana de Riverland
Arqana de Riverland (née le 21 juin 2010 à Alloue) est une jument de saut d'obstacles française de robe grise, inscrite au stud-book du Selle français. Elle est montée par la cavalière française Juliette Faligot.

## Histoire
La jument naît à l'élevage des Princes, et est élevée en Charentes. Elle est confiée à la jeune cavalière pro de saut d'obstacles Juliette Faligot, dans ses écuries de Bailleul, dans le Nord, et travaille le saut durant ses années de 4 et 5 ans, mais est peu entraînée et sortie en compétition. 
Lorsque le Haras des Princes met Arqana en vente (durant l'hiver de ses 6 à 7 ans), Juliette Faligot en fait l'acquisition auprès de Carole et Marius Huchin, les gérants de ce haras. Elle témoigne avoir acheté la jument pour son plaisir et pour pratiquer le sport, et non en vue de la commercialiser.
La jument est qualifiée d'« étoile montante » en mai 2019 par le magazine Jour de Galop, puis le couple est révélé à la fin de la saison de compétition de 2020,. Arqana est alors sacrée « jument de l'année » en France.
Malgré de nombreuses offres reçues pour l'achat de sa jument estimée à plusieurs millions d'euros, Juliette Faligot témoigne ne pas vouloir la vendre,.
Elle est finalement vendue au cavalier britannique John Whitaker. Avec Whitaker, Arqana est sélectionnée pour les Jeux olympiques d'été de 2024.

## Description
Arqana de Riverland est une jument de saut d'obstacles de robe grise, inscrite au stud-book du Selle français.

## Palmarès
- Octobre 2017 : Vainqueur du Grand Prix Pro 3 (à 1,35 m) de Strazeele[8]
- 25 octobre 2020 : Seconde du Grand Prix 4* de Saint-Lô[3].